# Guiraut Riquier

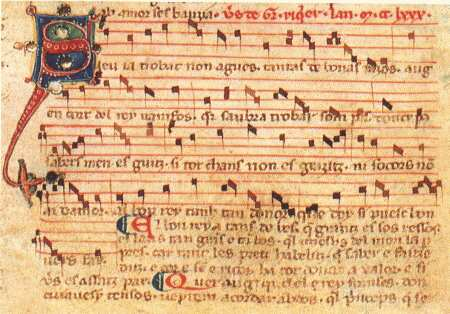
Bài hát của Riquier trong một tập nhạc thế kỷ 13.

Guiraut Riquier (khoảng 1230 – 1292) là một trong những nghệ sĩ hát rong cuối cùng hát bằng Tiếng Occitan. Ông nổi tiếng vì sự kỹ lưỡng đối với những tác phẩm của mình và giữ chúng lại với nhau.
Ông đã phục vụ cho Aimery IV, Tử tước của Narbonne, cũng như Alfonso el Sabio, vua của Castile. Ngoài ra ông còn phục vụ dưới thời Henri II của Pháp.

## Công trình
- Guiraut Riquier: Humils, forfaitz, repres e penedens... in Dietmar Rieger, ed. & transl., Mittelalterliche Lyrik Frankreichs 1. Lieder der Trobadors. Zweisprachig Provençalisch - Deutsch. Reclams Universal-Bibliothek No. 7620, Stuttgart 1980 (Guiraut: p. 288 - 233, commentary from Rieger 314-316, Literature) ISBN 3-15-007620-X (tiếng Đức) và tiếng Occitan.